# Pavle Zivkovic
Pavle Živković (Belgrado, 28 de janeiro de 1930 - Belgrado, 24 de dezembro de 2023) é um diplomata de carreira sérvio e iugoslavo. Ocupou o cargo de Cônsul Geral da Iugoslávia em São Paulo entre 1980 e 1983.  De 1993 a 1995 ocupou o cargo de Embaixador Extraordinário e Plenipotenciário da Iugoslávia em Angola.

## Biografia
Graduou-se pela Faculdade de Direito da Universidade de Belgrado. Durante os estudos, dedicou-se ao jornalismo, trabalhando como associado da Rádio Belgrado.
É detentor das condecorações brasileiras da Ordem do Mérito da Integração Nacional e da Medalha Rondón.

### Carreira diplomática
Pavle Zivkovic passou 37 anos no serviço diplomático. Trabalhou no exterior como:

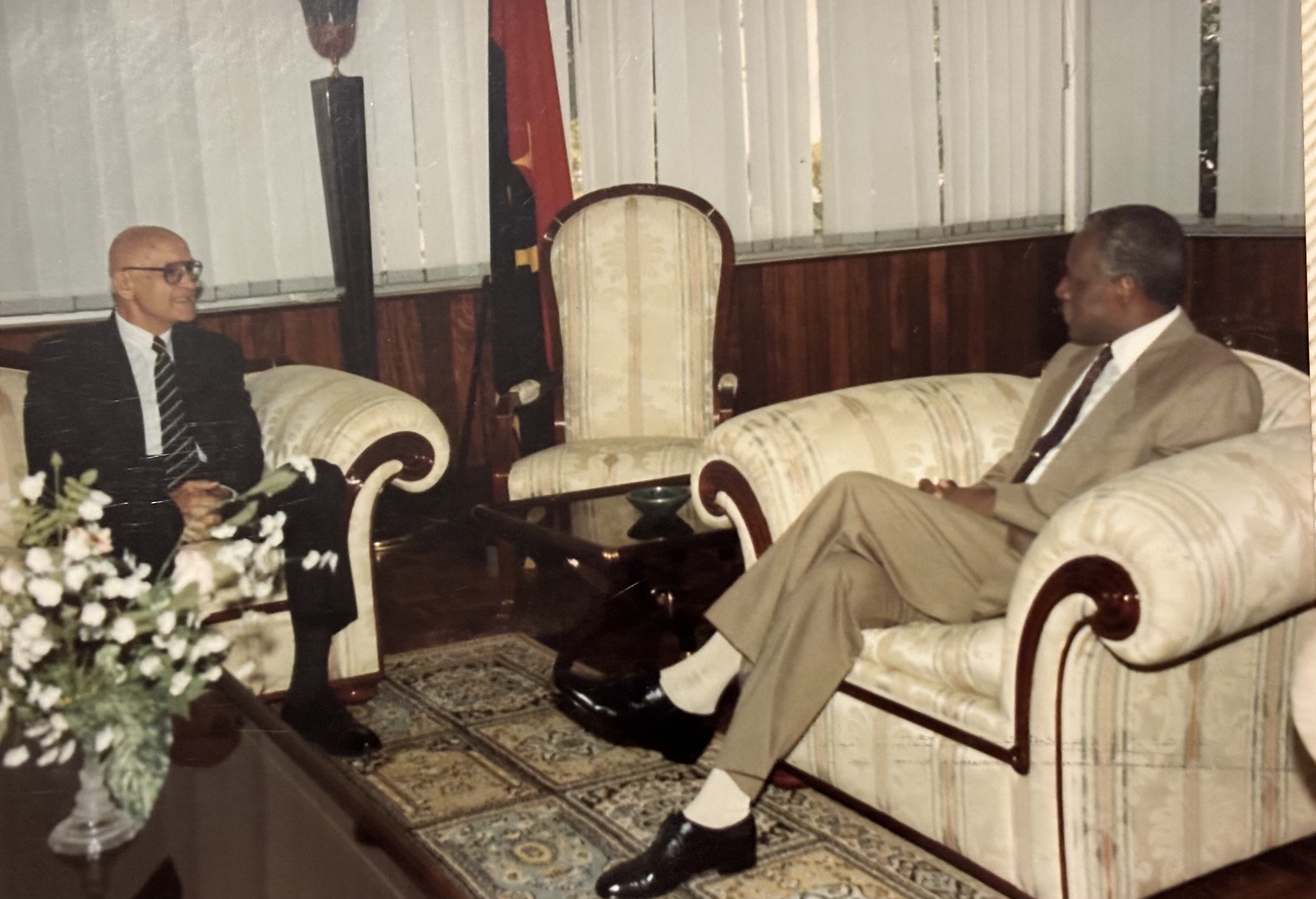
Entrega de credenciais ao Presidente de Angola - José Eduardo dos Santos, Luanda, 1993.

- Adido económico em Bucareste, Roménia
- Primeiro Secretário e Conselheiro da Embaixada no Rio de Janeiro, Brasil
- Cônsul Geral em São Paulo, Brasil
- Embaixador da Iugoslávia[1] no Equador (1988 - 1992)
- Embaixador da Iugoslávia[2] em Angola (1993 - 1995)
- Embaixador da Iugoslávia[3] na Namíbia (1994 - 1995)

Em Belgrado, foi assessor especial para questões jurídicas internacionais, chefe de administração e inspetor-chefe do Ministério das Relações Exteriores (então Secretaria Federal das Relações Exteriores).
Como membro ou chefe da delegação, participou em diversas negociações e consultas bilaterais e multilaterais. Foi membro da delegação iugoslava nas sessões da Assembleia Geral das Nações Unidas, OMI, OACI .
É autor de numerosos textos sobre direito público internacional e prática internacional.

### Trabalho lexicográfico
Após a aposentadoria, dedicou-se ao trabalho lexicográfico e à tradução. É autor do primeiro dicionário lexicográfico Português-Sérvio com mais de 90.000 palavras e expressões, publicado em 2005.  Traduziu o romance português Equador para o sérvio.

### Imagens

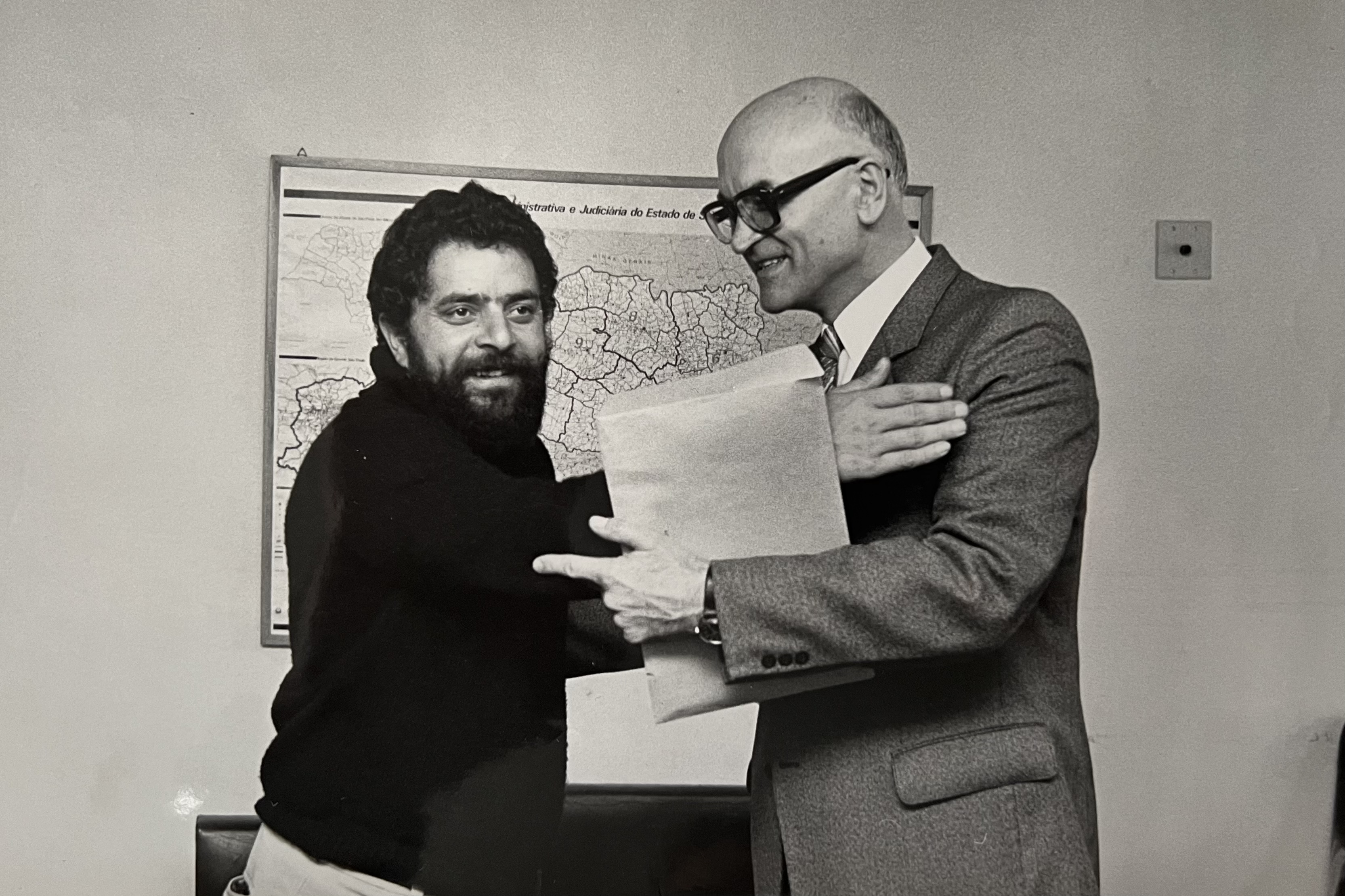
Pavle Zivkovic com Luiz Inácio Lula da Silva
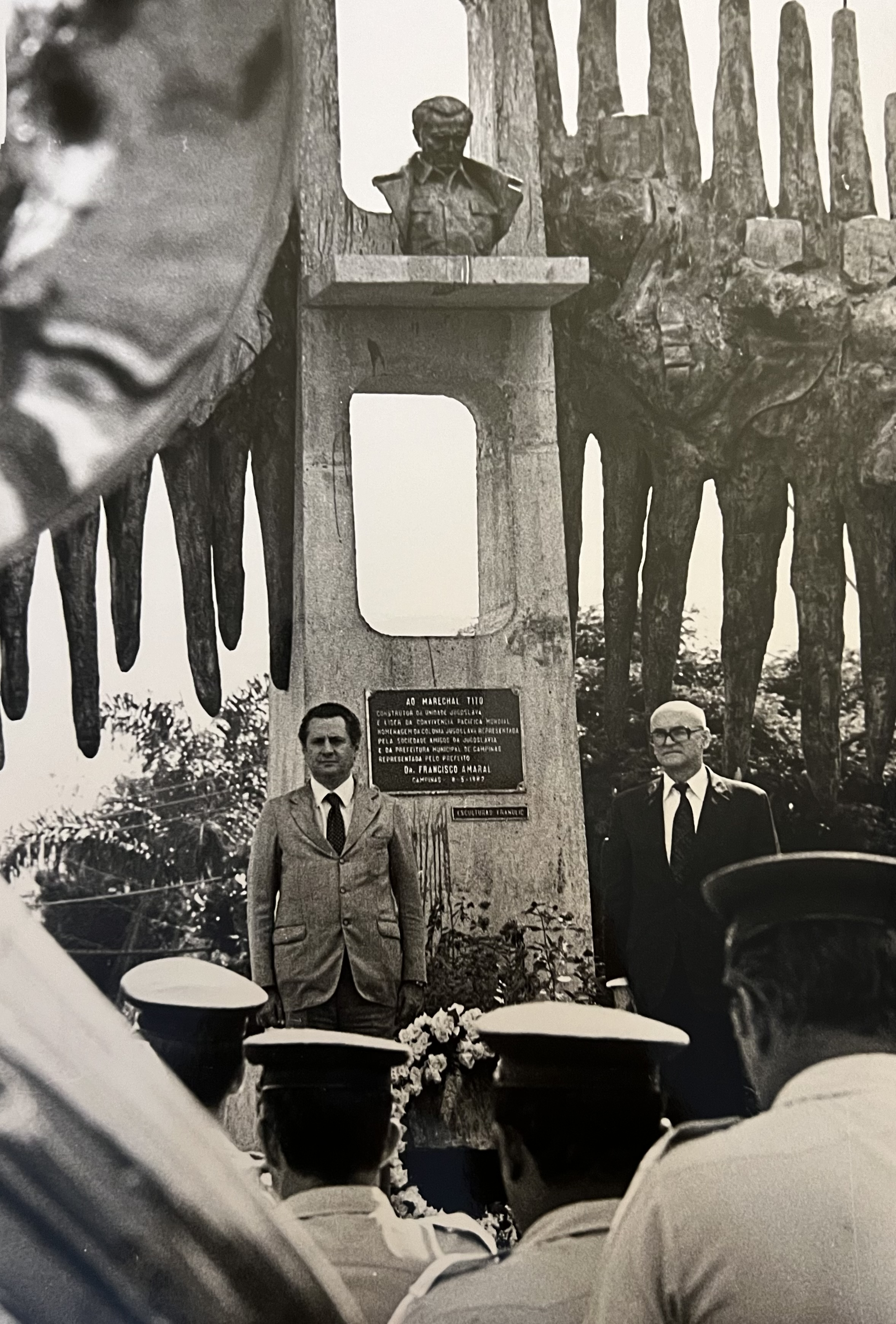
Inauguração do Monumento do Marechal Tito, obra do artista chileno Jorge Franulic, localizado na Praça Marechal Tito na rua Carolina Florence em Campinas. Cônsul Geral da Iugoslávia, Pavle Zivkovic (1982)
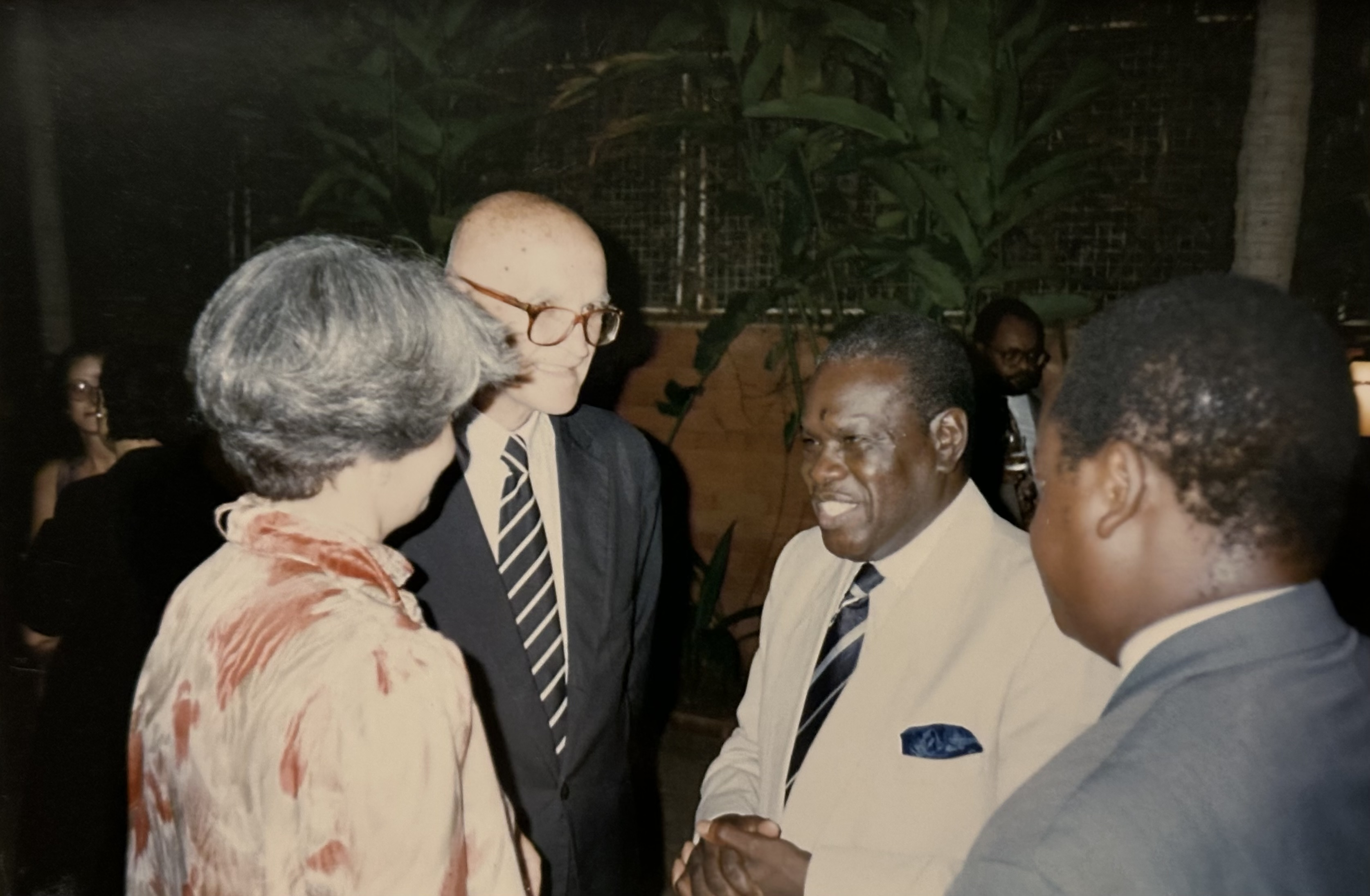
O Embaixador Pavle Zivkovic com Alioune Blondin Beye, representante especial do Secretário-Geral das Nações Unidas para o processo de paz em Angola - por ocasião da celebração do dia nacional da Iugoslávia, em Luanda.